# Декстроамфетамин
Декстроамфетаминът [(S)-1-фенилпропан-2-амин] е синтетичен психостимулант от групата на амфетамините. Той е едно от най-рано откритите психоактивни вещества от този вид. Синтезиран е за пръв път през 1887 година от Лазар Еделяну, но започва да се предлага на пазара едва през 1932 година от компанията „Смит, Клайн и Френч“. Действието му е подобно на това на метилфенидата и метамфетамина. Използва се за третиране на психични заболявания като ADHD и нарколепсия.